# 1155

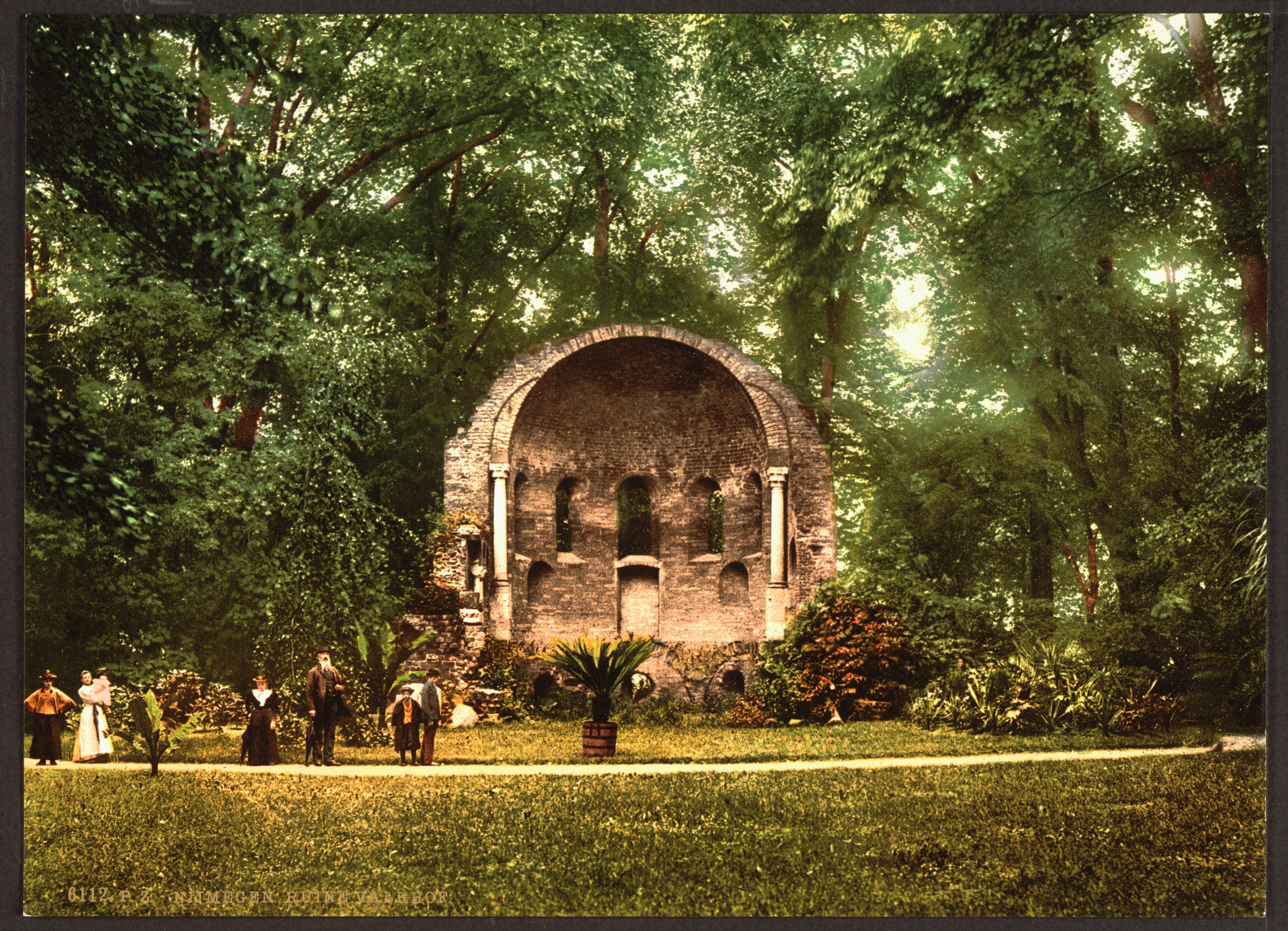
De Barbarossa-ruïne, overblijfsel van een in 1155 aan het Valkhof in Nijmegen toegevoegde kapel

Het jaar 1155 is het 55e jaar in de 12e eeuw volgens de christelijke jaartelling.

## Gebeurtenissen
juni
- juni - Troepen van koning Frederik Barbarossa herstellen het gezag van de paus in Rome en verdrijven het bewind van Arnold van Brescia. Hij wordt op de vlucht gevangen en opgehangen. Zijn as wordt verstrooid in de Tiber.
- 18 - Koning Frederik Barbarossa wordt in Rome door Paus Adrianus IV tot keizer gekroond.

zonder datum
- De koningen van Noorwegen, de broers Inge I, Sigurd I en Øystein II, proberen tot een vergelijk te komen. Inge beweert dat Sigurd en Øystein samenspannen om hem te doden en zijn gebied te verdelen. Het komt tot een conflict tussen Inge en Sigurd, waarin Inges mannen Sigurd doden. Øystein, die later aankomt, en Inge sluiten een verdrag, dat niet lang stand zal houden.
- David, de zoon van koning Demetrius I van Georgië, dwingt zijn vader tot troonsafstand en wordt zelf koning (of 1154). Na zijn dood wordt Demetrius opnieuw koning.
- Paus Adrianus IV vaardigt de bul Laudabiliter af. Hierin wordt Hendrik II van Engeland de heerschappij over Ierland toegekend.
- Keizer Manuel I Komnenos zendt een expeditie uit om het Byzantijnse gezag over steden in Zuid-Italië te herstellen, maar deze mislukt.
- Het graafschap Auvergne wordt in tweeën gedeeld. Willem VIII, de oom van graaf Willem VII, wordt graaf, en laatstgenoemde moet zich tevredenstellen met de titel van dauphin.
- Kloosterstichting: Chateaudieu
- Het icoon Moeder Gods van Vladimir wordt overgebracht van Kiev naar Vladimir.
- Voor het eerst vermeld: Ekeren, Geel, Kloten, Lierop, Meeffe, Neerijse, Nieuwenrode, Stiphout, Teschen, Wilmarsdonk, Wortel

## Opvolging
- patriarch van Antiochië (Grieks) - Johannes VII opgevolgd door Johannes IX
- Georgië - Demetrius I opgevolgd door zijn zoon David V, op zijn beurt opgevolgd door Demetrius I
- Japan - Konoe opgevolgd door zijn halfbroer Go-Shirakawa
- Kiev - Izjaslav II opgevolgd door Joeri Dolgoroeki

## Geboren
- 28 februari - Hendrik de Jonge, kroonprins van Engeland
- 11 november - Alfons VIII, koning van Castilië (1158-1214)
- Benkei, Japans strijdmonnik
- Blondel de Nesle, Frans dichter (jaartal bij benadering)
- Herman I, landgraaf van Thüringen (jaartal bij benadering)
- Ottokar I, hertog en koning van Bohemen (1192-1193, 1197-1230) (jaartal bij benadering)

## Overleden
- 6 februari - Sigurd II (~31), (mede)koning van Noorwegen (1136-1155)
- 31 mei - Mathilde van Anjou (~44), echtgenote van William Adelin
- 22 augustus - Konoe (16), keizer van Japan (1142-1155)
- Arnold van Brescia, Italiaans kerkhervormer (brandstapel)
- David V, koning van Georgië (1155)